# روبين زينتير
روبين زينتير (بالألمانية: Robin Zentner)‏ (28 أكتوبر 1994 في ألمانيا - ) هو لاعب كرة قدم ألماني في مركز حراسة المرمى. شارك مع منتخب ألمانيا تحت 17 سنة لكرة القدم. أما مع النوادي، فقد لعب مع ماينتس 05 وهولشتاين كيل.

## روابط خارجية
- روبين زينتير على موقع قاعدة بيانات كرة القدم.إي يو (الإنجليزية)
- روبين زينتير على موقع بيانات كرة القدم. دي إي (الألمانية)
- روبين زينتير على موقع Soccerway.com (الإنجليزية)
- روبين زينتير على موقع عالم كرة القدم.نت (الإنجليزية)
- روبين زينتير على موقع AS.com (الإسبانية)